# 小行星2248
小行星2248（2248 Kanda）是一颗围绕太阳公转的小行星。1933年2月27日，卡爾·威廉·萊茵姆特在海德堡发现了此天体。
該小行星以日本天文學家神田茂命名。
这颗小行星的绝对星等为146.18737等。